# Nadagarodes simplex
Nadagarodes simplex là một loài bướm đêm trong họ Geometridae.